# い
い або イ (/і/; МФА: [і] • [i̞]; укр. і) — склад в японській мові, один зі знаків японської силабічної абетки кана. Становить 1 мору. Розміщується у комірці 2-го рядка 1-го стовпчика таблиці ґодзюон.

## Короткі відомості

### Опис
Фонема сучасної японської мови: один з 5 голосних звуків. Позначається /і/. Вимовляється зі слабко розкритим ротом.
Є неогубленим голосним переднього ряду високого піднесення. У Міжнародному фонетичному алфавіті позначається символом [i]. Інколи розглядається як неогублений голосний високого піднесення в позиції між переднім та середнім рядом, і позначається знаком [i̞]. Часто для зручності записується просто як [і].
В японській мові приголосні звуки другого рядка ґодзюону, так званого рядка /i/, палаталізуються через додавання до них голосного /i/. У сполученні з цими приголосними /i/ вимовляється ближче до палатального апроксиманту [j], ніж до неогубленого голосного переднього ряду високого піднесення [i].

### Порядок
Місце у системах порядку запису кани:
- Порядок ґодзюону: 2.
- Порядок іроха: 1. Перед ろ.

### Абетки
- Хіраґана: い

Походить від скорописного написання ієрогліфа 以 (і, використання).
- Катакана: イ

Походить від скорописного написання лівої складової ієрогліфа 伊 (і, керувати).
- Манйоґана: 伊 • 怡 • 以 • 異 • 已 • 移 • 射 • 五 • 韋 • 為 • 位 • 威 • 謂 • 萎 • 委 • 偉 • 井 • 猪 • 居

### Транслітерації
- Кирилиця:
Система Поліванова: І (і).
Альтернативні системи: І (і).
- Латинка
Система Хепберна: І (і).
Японська система: І (і).
JIS X 4063: і
Айнська система: І (і).

### Інші системи передачі
- Шрифт Брайля:
| ●－ －－ |
- Радіоабетка: Іро но І (色のイ; «і» кольору)
- Абетка Морзе: ・−